# 三沙卫视
三沙卫视（英語：Sansha Satellite TV），广电总局备案名三沙广播电视台综合频道，是海南省三沙市的市属电视频道，为中华人民共和国第二家地级市卫星电视频道，由三沙市人民政府委托海南广播电视总台运营，在海口、三沙、北京、上海、广州设有演播室，海南三亚、琼海潭门设记者站，通过有线和卫星两种传输方式，覆盖海南省及南海周边国家和地区。
三沙卫视定位为“三沙特点、南海特色、中国立场、国际表达”，不播出商业广告，仅播出公益广告和宣传片，是中国极少数无商业广告的电视频道。

## 历史
2013年2月，“三沙卫视”获原国家广电总局批准，宣告正式设立。2013年9月3日上午10时30分正式开播。开播后，该卫视将24小时滚动播出8档自办节目，重点栏目以中英文双语字幕呈现，为南海区域观众提供资讯和娱乐服务。
2014年11月，三沙卫视通过老挝数字电视有限公司无线网络在老挝落地。2016年10月12日，三沙卫视正式落地覆盖柬埔寨在柬埔寨落地。
2018年9月，三沙卫视于北京、上海、福建、广东有线网入户落地，2020年2月，三沙卫视获批在江苏、浙江、天津、广西、重庆有线电视网落地。

## 节目

### 新闻节目
- 三沙新闻
- 海南新闻联播（重播）
- SSTV News（英语）
- 南海直播室

### 文化资讯节目
- 自贸先行者
- 你好自贸港
- 跟着经典去旅行
- 美女乐游记
- 海南岛纪事
- 海天诗画
- 诗与远方
- 巡航祖宗海
- discover新海南
- 风尚潮
- 解密时间
- 电影时间

### 大型活动
- 海的传说——三沙卫视新年沙滩诗歌音乐会
- 三沙卫视中秋诗歌音乐会
- 三沙卫视春节晚会
- 三沙卫视元宵喜乐会